# فرد سكوت
فرد سكوت (بالإنجليزية: Fred Scott)‏ هو ممثل أمريكي، ولد في 14 فبراير 1902 بفريسنو في الولايات المتحدة، وتوفي في 16 ديسمبر 1991 بريفرسايد في الولايات المتحدة.

## وصلات خارجية
- فرد سكوت على موقع IMDb (الإنجليزية)
- فرد سكوت على موقع أول موفي (الإنجليزية)
- فرد سكوت على موقع قاعدة بيانات الفيلم (الإنجليزية)